# Wahrheitseffekt und Wahrheitsurteile
Der Wahrheitseffekt (engl. truth effect, illusory truth effect, frequency validity effect; auch Validity-Effekt oder Reiterationseffekt) beschreibt das Phänomen der kognitiven Psychologie, dass Aussagen, die zuvor bereits gehört oder gelesen wurden, ein größerer Wahrheitsgehalt zugesprochen wird als solchen, die erstmals gehört werden. Der Wahrheitseffekt beruht auf Prozessen des impliziten Gedächtnisses: Der eigentliche Gedächtnisinhalt (hier: die Aussage) kann nicht bewusst erinnert werden, führt jedoch dazu, dass sein Wahrheitsgehalt höher beurteilt wird.

## Historische Wurzeln des Wahrheitseffekts: Das Experiment von Hasher, Goldstein & Toppino (1977)
Die erste Untersuchung zum Wahrheitseffekt führten Lynn Hasher, David Goldstein und Thomas Toppino im Jahr 1977 durch: Sie wollten herausfinden, wie Menschen Wissen aufnehmen, und vermuteten, dass die Häufigkeit des Hörens bzw. Lesens einer Aussage dazu beiträgt, dass man an die Richtigkeit dieser Aussage glaubt. Um dies zu überprüfen, präsentierten sie ihren 30 studentischen Versuchspersonen im Abstand von je zwei Wochen drei Mal ein größeres Set von Aussagen. Die Aussagen waren so konzipiert, dass sie plausibel waren, aber gleichzeitig so unbekannt, dass die meisten Versuchspersonen nicht mit Sicherheit sagen konnten, ob sie richtig oder falsch waren (z. B. „Die Volksrepublik China wurde 1947 gegründet“). Tatsächlich war die Hälfte der Aussagen wahr und die Hälfte falsch. Den Versuchspersonen wurden an jedem der drei Messzeitpunkte jeweils 60 Aussagen vorgegeben. Zwanzig davon waren immer dieselben Aussagen (10 richtige und 10 falsche), die restlichen 40 von Messzeitpunkt zu Messzeitpunkt unterschiedlich. Die Aufgabe der Versuchspersonen bestand darin, nach jeder Aussage auf einer 7-stufigen Skala zu beurteilen, für wie wahr sie diese hielten. Die Ergebnisse der Studie zeigten, dass tatsächlich denjenigen Aussagen, die zu allen drei Messzeitpunkten präsentiert wurden, ein signifikant größerer Wahrheitsgehalt zugesprochen wurde als den Aussagen, die nur zu je einem der drei Messzeitpunkten präsentiert worden waren. Dies zeigt, dass die Wiederholung einer Aussage dazu führt, dass diese als wahrer empfunden wird.

## Gedächtnisprozesse hinter dem Wahrheitseffekt

### Die Debatte Spinoza versus Descartes: Wie Wahrheit im Gedächtnis repräsentiert wird
Wie Wahrheit und Falschheit im Gedächtnis repräsentiert sind, beschäftigt die Gelehrten schon seit mehreren Hundert Jahren. Noch heute werden die Thesen zweier Philosophen aus dem 17. Jahrhundert diskutiert und geprüft: Eine dieser beiden Thesen wurde von Baruch de Spinoza  aufgestellt (zitiert in Gilbert, Krull, & Malone, 1990) und geht davon aus, dass eine gehörte oder gelesene Aussage in einem ersten Schritt verstanden und zugleich als wahr akzeptiert wird und in einem zweiten Schritt unter Aufwendung kognitiver Ressourcen eventuell nochmals auf ihren Wahrheitsgehalt geprüft und möglicherweise als falsch kategorisiert wird. René Descartes dagegen postulierte (zitiert in Gilbert et al., 1990), dass eine Aussage zunächst lediglich mental repräsentiert wird, ohne dass eine Bewertung stattfindet. Der kontrollierte Prozess, bei dem eine Information als wahr oder falsch bewertet wird, erfolgt erst in einem zweiten Schritt. Im Gegensatz zu Spinoza geht Descartes also von einer Trennung der Prozesse des Verstehens und des Glaubens aus, was als die Doktrin unterschiedlicher geistiger Handlungen (engl. „doctrine of separate mental acts“) bezeichnet wird.

#### Das Hopi-Sprachexperiment von Gilbert und Kollegen (1990)
Gilbert und Kollegen (1990) fanden bei ihrem Hopi-Sprachexperiment Indizien für Spinozas Modell, als sie Versuchspersonen eine fiktive Sprache lernen ließen und ihnen dabei Informationen zur Korrektheit von einzelnen Übersetzungen gaben. Gleichzeitig mussten die Versuchspersonen bei Erklingen eines Tones so schnell wie möglich eine Taste drücken. Durch diese Unterbrechung sollte nach Spinozas Modell der kontrollierte Prozess des nochmaligen Überprüfens der Aussage gestört werden, sodass eine höhere Fehlerrate resultieren und die Versuchspersonen falsche Aussagen als wahr erinnern sollten. Die Ergebnisse der Studie zeigten tatsächlich, dass die Versuchspersonen falsche Aussagen öfter als wahr beurteilten, wenn sie bei der Verarbeitung der Aussage gestört wurden. Damit lieferten Gilbert und Kollegen empirische Unterstützung für Spinozas Position, wonach eine Aussage zunächst verstanden und akzeptiert und erst in einem zweiten Schritt unter Aufwendung von Ressourcen nochmals auf ihren Wahrheitsgehalt geprüft wird.

### Weitere Einflüsse auf Wahrheitsurteile: Perzeptuelle Flüssigkeit (engl. perceptual fluency)
Eine weitere Einflussgröße auf Wahrheitsurteile wurde von Rolf Reber und Norbert Schwarz untersucht: Sie testeten, ob die perzeptuelle Flüssigkeit (eine Unterkategorie der Verarbeitungsflüssigkeit) des Stimulusmaterials sich auf die Zuschreibung von Wahrheit und Falschheit auswirkt. Hierzu präsentierten sie ihren Versuchspersonen 32 Aussagen in der Form „Stadt A liegt in Land B“ (z. B. „Osorno liegt in Chile“). Die Hälfte dieser Aussagen war wahr, die andere Hälfte falsch. Reber und Schwarz variierten zusätzlich die Farbe, in der diese Aussagen präsentiert wurden, und damit die perzeptuelle Flüssigkeit: Ein Teil der Probanden sah die Aussagen in grüner und gelber Farbe (schwer erkennbar und damit geringe perzeptuelle Flüssigkeit), ein anderer Teil der Probanden sah sie in grüner und hellblauer Farbe (moderat erkennbar, mittlere perzeptuelle Flüssigkeit) und ein dritter Teil der Probanden in dunkelblauer und roter Farbe (gut erkennbar, hohe perzeptuelle Flüssigkeit; die Farben wurden in einem Vortest auf ihre Eignung als Indikator für perzeptuelle Flüssigkeit geprüft). Die Aufgabe der Probanden war es zu entscheiden, ob die jeweilige Aussage wahr oder falsch war. Die Ergebnisse zeigten, dass Aussagen, die in gut erkennbarer Farbe (z. B. rot) geschrieben waren, als signifikant wahrer eingeschätzt wurden, als Aussagen, die in einer weniger gut erkennbaren Farbe (z. B. gelb) geschrieben waren. Reber und Schwarz (1999) konnten damit zeigen, dass Wahrheitsurteile auch unabhängig von der Häufigkeit der Präsentation (siehe Wahrheitseffekt) beeinflusst werden können.
Lev-Ari und Keysar (2010) konnten sogar zeigen, dass Personen mit Akzent (z. B. Immigranten) von Muttersprachlern als weniger glaubhaft beurteilt werden, da der Akzent des Redners die perzeptuelle Flüssigkeit des Gehörten verringert.